# 다이쇼지 (교토시)
다이쇼지(일본어: 大聖寺 だいしょうじ[*])는 교토시 카미쿄구에 있는 사원이다. 하나노고쇼, 즉 무로마치 막부의 별지 중 일부를 포함한다. 종지는 임제종의 단립이다. 미테라고쇼(御寺御所)라고도 일컫는 천황가와 관련된 비구니몬제키 사원이다. 통상 비공개이지만, 때때로 특별공개가 있어, 최근에는 2013년 및 2020년의 "교토의 겨울 여행"에서 특별 공개되고 있다.